# Nationella dagen för åminnelse av döda
Den nationella dagen för åminnelse av döda högtidighålls i Nederländerna varje år den 4 maj till minne av alla nederländska medborgare och soldater som har dött under krig eller i fredsbevarande uppdrag sedan andra världskriget.
En dag senare, den 5 maj, firas befrielse från den nazityska ockupationen.

## Åminnelse på Damtorget i Amsterdam
Det var den 9 maj 1945 som första minne av de döda hölls på Damtorget i Amsterdam. Bara dagen före fattade kommunen detta beslut. Det var en tyst minut för att hedra offren.